# Frea tanganyicae
Frea tanganyicae är en skalbaggsart som beskrevs av Stefan von Breuning 1955. Frea tanganyicae ingår i släktet Frea och familjen långhorningar. Inga underarter finns listade i Catalogue of Life.